# José Camarón Boronat
José Camarón Boronat (Sogorb, 18 de maig de 1731 - València, 14 de juliol, 1803) va ser un pintor, gravador i il·lustrador valencià, un dels més destacats de la segona meitat del segle xviii. Va ser l'origen d'una nissaga artística que es va estendre fins a la meitat del segle xix.

## Biografia
Va nàixer a Sogorb el 18 de maig de 1731, i va ser batejat el mateix dia a la catedral. Va rebre els noms de José, Ignacio, Félix, Joaquín i Pascual. Abans, havia nascut la seua germana Joaquina Ana i després, Francisca. Van ser els seus pares Nicolás Camarón, oriünd d'Osca, i la sogorbina Damiana Boronat Montserrat, germana del pintor miniaturista i canonge de la catedral, Eliseu Boronat. Procedent d'una família d'artistes, va ser pare del també pintor José Camarón y Meliá, les obres del qual han estat confoses sovint amb les de son pare en emprar ambdós la mateixa signatura: «José C.».
Camarón Boronat es va ensinistrar inicialment al taller de son pare, l'escultor Nicolás Camarón; va seguir els seus estudis sota la direcció del seu oncle, el pintor de miniatures Eliseu Boronat, que li va transmetre un virtuós detallisme, i després, per un breu període, sota el pintor rococó Miguel Posadas. L'any 1749, després de la mort de son pare, Camarón es va traslladar a València amb 18 anys, per estudiar-hi pintura. Hi va romandre fins a l'any 1752, quan es va traslladar a Madrid per completar la seva formació. Probablement, va acudir al taller del pintor i miniaturista valencià Francesc Bonay i, potser, a les classes d'estudi de la Reial Acadèmia de Belles Arts de San Fernando, on va rebre la influència de Corrado Giaquinto.
El 10 de gener de 1758, va contraure matrimoni a Sogorb amb Juana Meliá Palomero, i inicialment hi va establir la seua residència, abans de traslladar-se a València. A l'any següent va nàixer el seu primer fill, Joseph Bentura i l'any 1760 José Juan. Després van nàixer Manuel, Rafael i Eliseo.
Es va morir el 14 de juny de 1803 a València, un any després que la seua muller, i va ser enterrat a l'església de Sant Esteve.

## Trajectòria
En la seua primera etapa, es va dedicar a la pintura de paisatges; va pintar miniatures i va copiar els mestres del barroc, com ara Ticià, Rubens, Van Dyck i Bartolomé Esteban Murillo. L'any 1754 va tornar a València, on va ser nomenat professor de pintura en la recentment creada Acadèmia de Santa Bàrbara. L'Academia de San Fernando de Madrid el va acceptar l'any 1762 com a membre de mèrit, i el 1768 figura entre els fundadors de la Reial Acadèmia de Belles Arts de Sant Carles, on va exercir el càrrec de director de pintura, vacant des de la mort de Cristòfol Valero, l'any 1790, i entre 1796 i 1801 el càrrec de director general.
Va ser amic de Francisco Pérez Bayer, que li va encarregar que decorara l'església de Sant Tomàs de Villanueva, que s'estava acabant de construir a Benicàssim. A banda d'aquest treball, Pérez Bayer li'n va encarregar d'altres que avui dia es troben en diferents organismes valencians i catalans.

## Llegat artístic

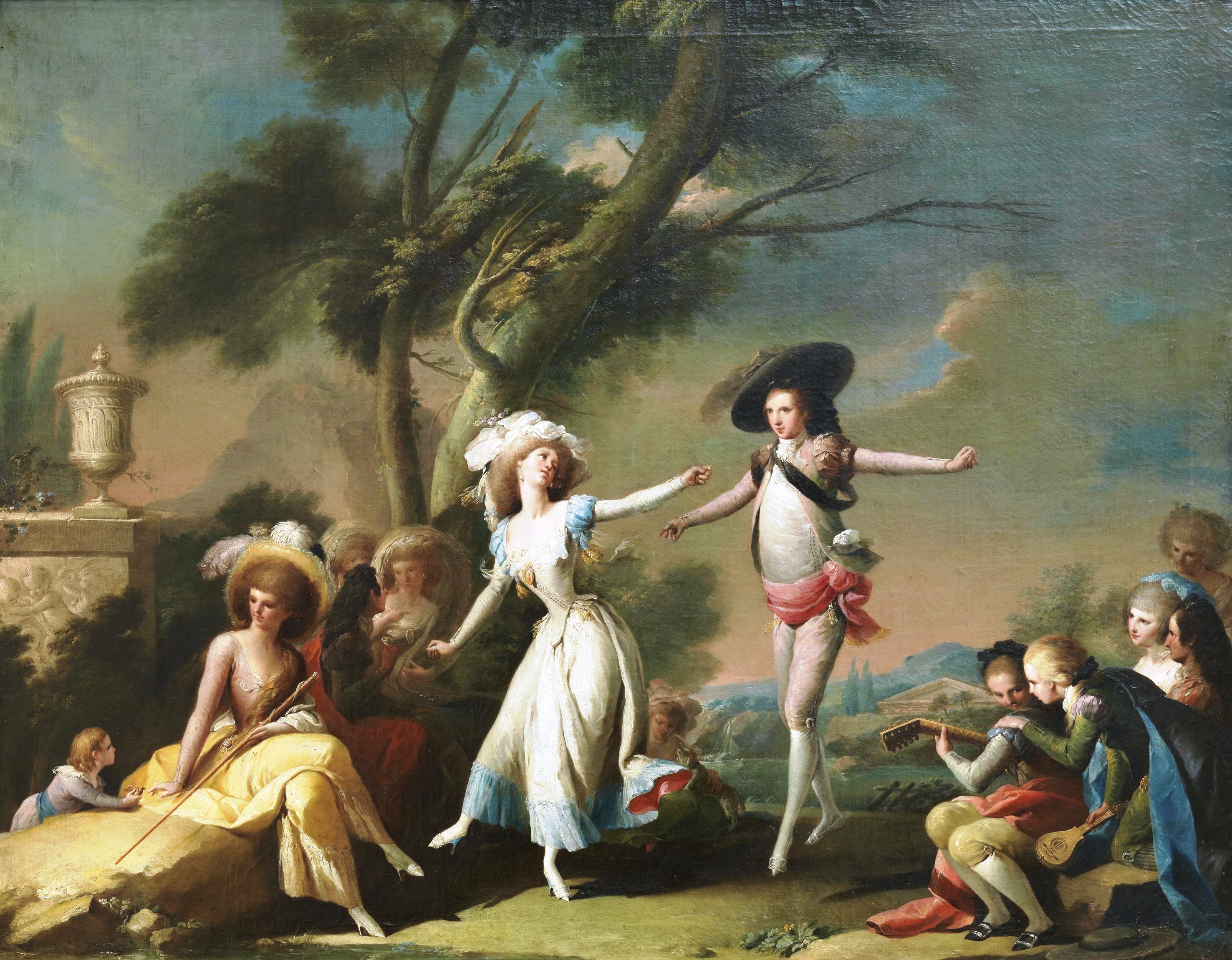
El bolero, Museu del Prado

Camarón Boronat va ser un bon docent i un pintor fecund que va tractar tots els gèneres. Va realitzar nombroses pintures de caràcter religiós i profà, al·legories, retrats, paisatges i marines. Va dominar la pintura de cavallet, la miniatura i les tècniques del fresc i del pastel. Pel que fa a la pintura religiosa, cal destacar els vint retaules realitzats entre 1781 i 1783 per a la catedral de València. A Madrid, va col·laborar en la decoració de l'església de San Francisco el Grande (1788-1789), amb vint llenços. Malgrat el gran nombre d'obres religioses conservades de la seua mà, són les escenes de gènere la part més aconseguida i innovadora de la seua obra. Aquestes destaquen pel seu caràcter festiu i pels seus protagonistes estilitzats, dels quals emana un típic encant rococó a l'espanyola, creat amb pinzellades acurades i tonalitats alegres.
Moltes de les delicades escenes galants de Camarón s'acosten a les exquisides composicions d'Antonio Carnicero o de Luis Paret y Alcázar. En les dues escenes conservades al Museu del Prado —que durant un temps van ser atribuïdes a Carnicero—, Camarón disposa les seues figures amb les característiques actituds gràcils i insinuants gestos davant un idíl·lic jardí refinat, escenari de galanteig amorós, protagonitzat per un poble castís, però elegant. Camarón va produir també una infinitat de dibuixos per a estampes, gravades algunes per ell mateix. Va lliurar, per exemple, vint-i-cinc il·lustracions per a Vida, excel·lències i mort del gloriosíssim patriarca Sant Josep, de José de Valdivieso. Va crear les trenta-una làmines per a l'edició del Quixot de 1777, i l'any 1797 va realitzar les il·lustracions corresponents de l'edició de luxe de Pellicer.
D'entre les seves obres, cal destacar els frescos de la catedral de Sogorb, que va iniciar l'any 1800. Després de la seua mort, ocorreguda tres anys més tard, l'obra va ser continuada pel seu fill Manuel Camarón Meliá, que la va finalitzar l'any 1806.
De la seva obra de miniaturista, hi ha les refinades caplletres d'un cantoral de la cartoixa de Portacoeli, reunides en un volum factici i conservades a la Biblioteca de Catalunya, de Barcelona.
En el seu dia, un dels dos teatres que van existir a la ciutat va portar el nom d'aquest pintor sogorbí. Avui en dia, un col·legi de la població porta el seu nom, col·legi públic Pintor Camarón.

## Nissaga artística
- José Camarón Boronat (1731-1803) 
  - Fill: José Juan Camarón y Meliá (1760-1819), pintor
    - Net: Vicente Camarón y Torra (1803-1864), pintor

  - Fill: Manuel Camarón Meliá (1763-1806), pintor
  - Fill: Eliseo Camarón Meliá (?-?), pintor